# Donga
《Donga》（意为“小偷”）是一部上映于1985年3月14日的泰卢固语电影。影片由A.Kodandarami Reddy执导，赤拉尼维和Radha主演。电影由T. Trivikram Rao制作并由他的公司Vijayalakshmi Art Pictures发行。

## 印度麥可·傑克森
影片中的一段舞蹈“Golimar”（發射）成為網路上的流行影片。并因舞蹈场景的编排和要素都与迈克尔·杰克逊的惊悚MV《Thriller》相近而得名“印度Thriller”。
该影片被臺灣論壇批踢踢的網友填入中文空耳字幕，如“Golimar”被音译为“幹你媽”，“Killeer”被音译为情色用语“硬啦”，而在華語圈成為網路迷因。此影片亦在西方網友間廣為流行，亦有人製作英語空耳影片，把“Golimar”惡搞成 “Girly man”，還有把歌詞的其他部分惡搞成“Nippley man I met, he ate my motorboat!”和“I'll eat wasabi on my dude”等。